# Мирт звичайний
Мирт звичайний (лат. Myrtus communis) — вид рослин роду мирт родини миртових. Батьківщина — південне Середземномор'я, Північна Африка.

## Опис
Вічнозелена деревна рослина (дерево або чагарник до 3–4 м висотою) із білими пухнатими квітками та темно-зеленими листками, що містять ефірну олію. Молоді пагони чотиригранні, злегка волосисті; старші в розрізі майже округлі, сірі або сіро-коричневі, голі, з бурою корою. Листя супротивне, 2—5 см завдовжки, 1—2 см завширшки, яйцеподібне або ланцетне, цілокрає, гостре, голе, шкірясте, блискуче, темно-зелене, ароматне. Квітки пазушні, одиничні, білі, до 2 см в діаметрі. Плід — темно-синя ягода, 1 см завдовжки, їстівна, але несмачна.
Також миртом раніше називали вінок із квітів і листів такого дерева або його гілку — символ тиші, миру та насолоди.

## Різновиди та форми
- «Microphylla» — з дрібними листочками;
- «Variegata» — із строкатим листям;
- «Leiocarpa» — з білими плодами;
- «Latifolia» — з досить широким листям.

## Шкідники та хвороби
Білокрилка, мучнистий червець, щитівка, а також хворіють п'ятнистістю.

## Міфологія
В античну епоху мирт був атрибутом богині Венери та трьох її служниць. В Греції існує повір’я, що гілка мирту надає людині життєдайну силу, а в стародавній арабській легенді розповідається про те, як він виріс на землі з гілочки, яку вигнаний з раю Адам приніс с собою, щоб на грішній землі посадити хоч одне райське дерево. В епоху Ренесансу вічнозелений мирт став символізувати вічну любов, а особливо подружню вірність.

## Фотографії

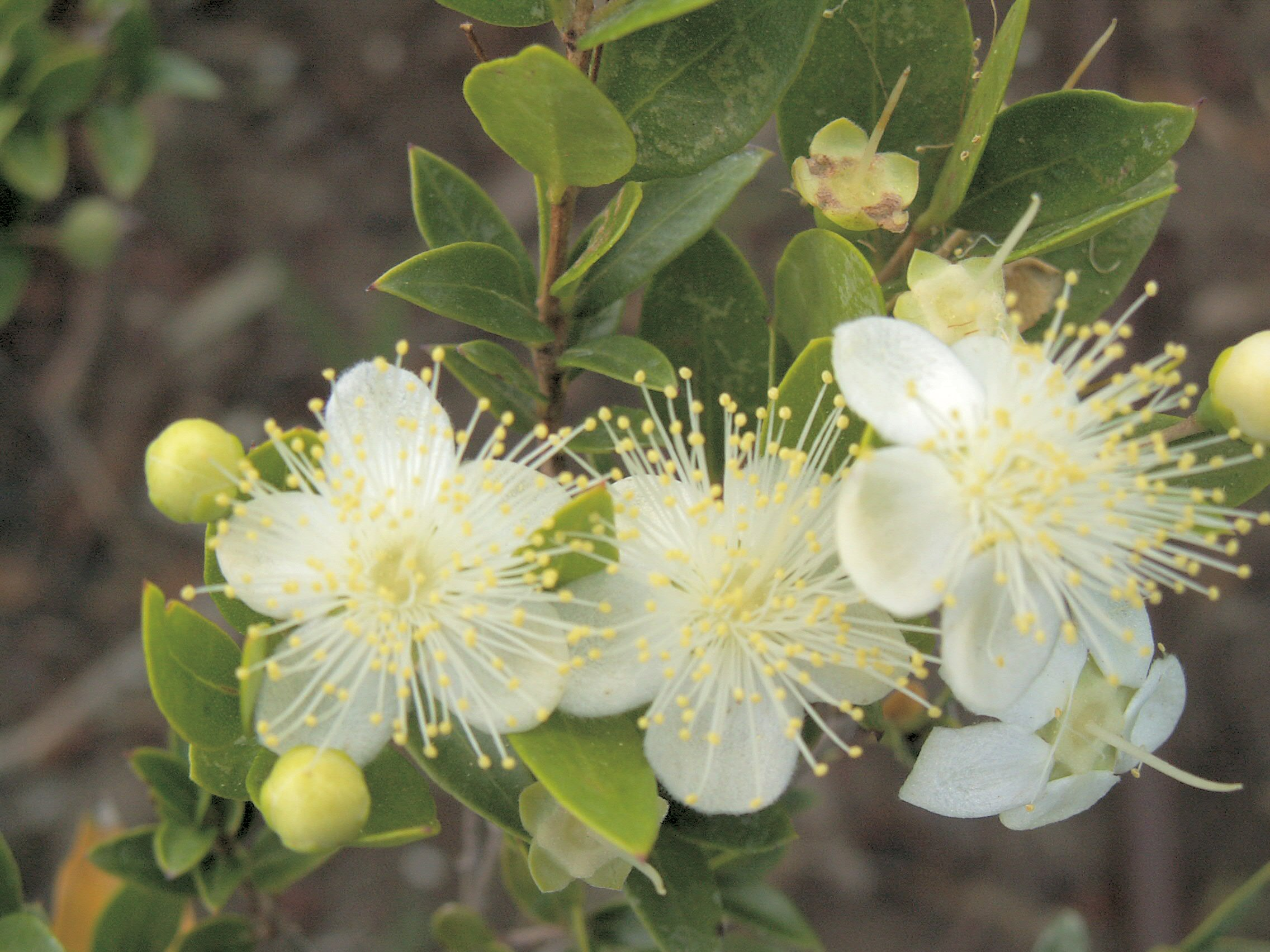
Квітучий білий мирт
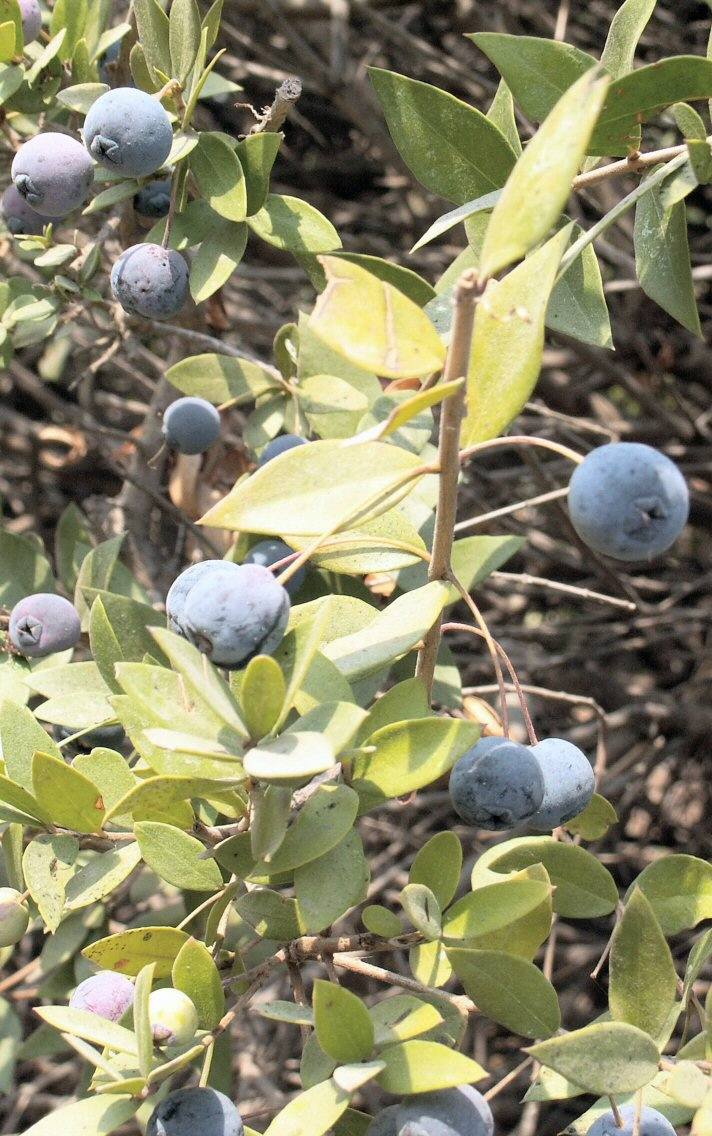
Плоди мирту